# رباعي كربونيل النيكل
رباعي كربونيل النيكل هو مركب نيكل عضوي صيغته Ni(CO)4، ويتألف بنيوياً من ذرة نيكل مركزية محاطة بأربع مجموعات من الكربونيل. يوجد هذا المركب على هيئة سائل عديم اللون.

## التحضير
يحضر هذا المركب من تفاعل مسحوق ناعم من النيكل مع أحادي أكسيد الكربون عند درجات حرارة تتجاوز 60 °س.
{\displaystyle \mathrm {Ni_{(s)}+4\ CO_{(g)}\longrightarrow [Ni(CO)_{4}](g)} }

## الخواص
يوجد المركب في الشروط القياسية من الضغط ودرجة الحرارة على هيئة سائل عديم اللون.

## الاستخدامات
يستخدم هذا المركب في عملية موند في إنتاج النيكل وذلك بدرجة نقاوة تصل إلى 99.99%.